# Selección de fútbol americano de Argentina
La Selección de fútbol americano de Argentina es el equipo representante de Argentina en torneos y partidos de índole internacional de fútbol americano. Es administrada por la Football Americano Argentina. 

## Silver Bowl
A través de la Unión Sudamericana, y en conjunto con la liga uruguaya LUFA, en lo que es el evento más grande del fútbol americano de Sudamérica, se creó el llamado Silver Bowl (o también denominado Tazón de Plata). La Selección de fútbol americano de Argentina y la selección de fútbol americano de Uruguay se han enfrentado en siete ocasiones en el Silver Bowl, finalmente los "Halcones" argentinos lograron la victoria al ganar la 3ª edición por el marcador de 24-9 ante los "Charrúas" en 2007. La cuarta edición (2008) no se disputó a raíz de no poder presentarse el equipo oriental, mientras que la quinta, sexta, séptima y la octava, fue ganada por los Halcones en el 2010, 2011, 2012 y 2013 respectivamente.